# Municipio de Fountain (Minnesota)
El municipio de Fountain (en inglés: Fountain Township) es un municipio ubicado en el condado de Fillmore en el estado estadounidense de Minnesota. En el año 2010 tenía una población de 315 habitantes y una densidad poblacional de 3,49 personas por km².

## Geografía
El municipio de Fountain se encuentra ubicado en las coordenadas 43°43′2″N 92°9′2″O / 43.71722, -92.15056. Según la Oficina del Censo de los Estados Unidos, el municipio tiene una superficie total de 90.33 km², de la cual 90,33 km² corresponden a tierra firme y (0 %) 0 km² es agua.

## Demografía
Según el censo de 2010, había 315 personas residiendo en el municipio de Fountain. La densidad de población era de 3,49 hab./km². De los 315 habitantes, el municipio de Fountain estaba compuesto por el 99,05 % blancos, el 0,95 % eran de otras razas. Del total de la población el 0,95 % eran hispanos o latinos de cualquier raza.